# Сіпрієн
«Сіпрієн» («Cyprien») — французький кінофільм 2009 року, знятий режисером Давидом Шаргоном.

## Сюжет
У свої тридцять п'ять Сіпрієн все ще незайманий. Залучення до кіберпростору, схибленість на комп'ютерних іграх, не залишають шансів завести знайомство з цікавою дівчиною. І це незважаючи на те, що Сіпрієн працює в комп'ютерному відділі журналу мод. Одного разу він втрачає роботу. Життя ось-ось піде прахом, але несподівано Сіпрієн знаходить дезодорант, який перетворює недотепу на справжнього «мачо». Все в його житті змінюється в одну мить.

## У ролях
- Елі Семун: Кіпрієн / Джек Прайс
- Леа Друкер: Гелена
- Лоран Штокер: Станіслас
- Катрін Денев: Вівіанна
- Венсан Десаньян: Кікі
- Мулуд Ашур: Жужу
- Еліза Товаті: Аврора Діаментіс
- Жан-Мішель Ламі: Годзілла
- Серж Ларів'єр: Каспер Ґудоні
- Еліз Отценбергер: Еммануель
- Жюлі де Бона: Амандін
- Сесіль Бреккіа: Джина Макквін
- Оділь Вюйлен: Сідоні
- Максім Мотте: Максім
- Стефан Кастерс: Ерван
- Ерік Хальдезос: танцюрист на льоду

## Знімальна група
- Режисер: Давид Шаргон
- Сценарій: Елі Семун, Девід Шаргон, Бенджамін Гедж, Ромен Леві
- Оператор: Антуан Рош
- Продюсування: Артур, Максім Жапі
- Музика: Жан-Бенуа Дункель
- Художники: Крістіан Марті, Фаб'єн Катані, Анн Шакраверті